# Heinrich Josef Guthnick
Heinrich Josef Guthnick est un pharmacien et un botaniste suisse, né le 22 novembre 1800 à Therenhofen, près de Cologne et mort le 21 mars 1880 à Berne.

## Biographie
Fils d’un chirurgien, il épouse Wilhelmine Julie Adelheid Hörning. Il tient une officine à Thoune en 1829 puis à Berne de 1835 à 1850. Il étudie la flore des Alpes, participe à la vie du Musée d’histoire naturelle de 1859 à 1880 et codirige le jardin botanique de 1852 à 1859.

## Source
- Ressources relatives à la recherche :   - Harvard University Herbaria & Libraries
  - International Plant Names Index
- Notices dans des dictionnaires ou encyclopédies généralistes :   - Deutsche Biographie
  - Dictionnaire historique de la Suisse
- Notices d'autorité :   - VIAF
  - ISNI
  - IdRef
  - GND
- « Guthnick, Heinrich Josef » dans le Dictionnaire historique de la Suisse en ligne.

Guthnick est l’abréviation botanique standard de Heinrich Josef Guthnick.
Consulter la liste des abréviations d'auteur en botanique ou la liste des plantes assignées à cet auteur par l'IPNI, la liste des champignons assignés par MycoBank, la liste des algues assignées par l'AlgaeBase et la liste des fossiles assignés à cet auteur par l'IFPNI.